# Piotr Żurek (fizjolog)
Piotr Żurek (ur. 1968, zm. 13 kwietnia 2023) – polski fizjolog, dr hab. nauk o kulturze fizycznej, profesor uczelni, kierownik Zakładu Wychowania Fizycznego i Sportu oraz dziekan Zamiejscowego Wydziału Kultury Fizycznej w Gorzowie Wielkopolskim Akademii Wychowania Fizycznego im. Eugeniusza Piaseckiego w Poznaniu.

## Życiorys
Był absolwentem Akademii Wychowania Fizycznego im. Eugeniusza Piaseckiego w Poznaniu. W 2005 r. uzyskał stopień doktora za rozprawę pt. Zastosowanie metody ergometrycznej do badania cech warunkujących wydolność anaerobową - fosfagenową osób o zróżnicowanej aktywności fizycznej, przygotowaną pod kierunkiem prof. Zdzisława Adacha. W 2016 r. habilitował się na podstawie pracy zatytułowanej Somatyczne, kondycyjne i koordynacyjne uwarunkowania sprawności specjalnej tenisistów na etapie treningu ukierunkowanego. Był profesorem AWF w Poznaniu i kierownikiem Zakładu Wychowania Fizycznego i Sportu, a także dziekanem Zamiejscowego Wydziału Kultury Fizycznej w Gorzowie Wielkopolskim Akademii Wychowania Fizycznego im. Eugeniusza Piaseckiego w Poznaniu.